# Hand on Your Heart
«Hand on Your Heart» — песня австралийской певицы Кайли Миноуг. Была издана отдельным синглом в апреле 1989 года. Потом вошла в её второй студийный альбом Enjoy Yourself (1989).
Песня достигла 1 места в Великобритании (в национальном сингловом чарте), став её третьим хитом номер 1 в этой стране.

## История создания
Песня была написана и спродюсирована авторским и продюсерским трио Сток, Эйткен и Уотерман.